# Chontal des hauts-plateaux
Le chontal des hauts-plateaux (ou chontal de la sierra) est une langue amérindienne de la famille des langues tequistlatèques, qui est parlée au Mexique, dans l'Oaxaca.

## Une langue menacée
Le chontal des hauts-plateaux est en recul devant l'espagnol depuis longtemps, et le nombre de locuteurs est difficile à établir. Les chiffres du recensement mexicain de 1990 indiquaient 4 959 locuteurs déclarés pour l'ensemble du chontal de l'Oaxaca. Ce chiffre est peu crédible, et la réalité est plus proche de l'enquête de la même année de l'Instituto nacional indigenista (INI), qui recensait 394 personnes parlant les deux variétés existantes de chontal.

## Classification
Le chontal des basses terres est un des trois parlers du chontal de l'Oaxaca. L'intercompréhension avec le chontal des basses terres est limitée. 